# Nicolas Rousset
Pour les articles homonymes, voir Rousset.
 (décembre 2016).
Si vous disposez d'ouvrages ou d'articles de référence ou si vous connaissez des sites web de qualité traitant du thème abordé ici, merci de compléter l'article en donnant les références utiles à sa vérifiabilité et en les liant à la section « Notes et références ».
Nicolas Rousset, né le 7 juillet 1988, est un escrimeur français, spécialiste du sabre. Il est maître d'armes au Cercle d'escrime de Guyancourt dans les Yvelines et s'est engagé en 2018 avec le Club Escrime Clamart après être passé par le CE Dijon, où il tirait en compagnie de Boladé Apithy. 
Pressenti pour représenter la France aux Jeux olympiques d'été de 2016 à Rio aux côtés de Vincent Anstett, il échoue finalement en phase de qualifications.
Il fait l'objet d'une commission de discipline d'une dureté rare dans le monde de l'escrime, en ayant manqué à ses obligations en ne communiquant pas, à trois reprises, son planning de localisation. Avertie par l'Agence française de lutte contre le dopage (AFLD), la Fédération française d'escrime, réunie en commission de discipline, prive l'escrimeur de toute la saison 2017-2018.

## Biographie
Nicolas Rousset a pratiqué l'escrime à Soisy-sur-Seine (Essonne) de 1996 à 1998 avec Maître Jean-Bernard Duchateau, puis à Dijon à partir de l'année 2000 avec Maître Jean-Pierre Harbelot. Il devient Maître d’armes en 2016 pour le club de Guyancourt puis rejoint en 2018 Tristan Laurence, Alexandre Woog et Julien Pillet au CE Clamart entraîné depuis peu par l’ancien palois Jean-Hugues Foures, notamment passé par l’US Métro.  
Clubs : ASPTT Dijon (septembre 2000 à juin 2013), CE Dijonnais (septembre 2013 à juillet 2018), Club Escrime Clamart (juillet 2018-...)
Intégration à l'INSEP en septembre 2007.

## Palmarès
- Championnats du monde séniors d'escrime
  - Championnats du monde sénior en équipe à Budapest en 2013 : 9e
  - Championnats du monde sénior en équipe à Moscou en 2015 :
- Championnats d'Europe séniors d'escrime
  - Championnats d'Europe individuel 2013 à Zagreb : 13e
  - Championnats d'Europe en équipe 2013 à Zagreb : 6e
  - Championnats d'Europe individuel 2014 à Strasbourg : 5e
  - Championnats d'Europe en équipe 2014 à Strasbourg : 7e
  - Championnats d'Europe en équipe 2015 à Montreux : 7e
  - Championnats d'Europe individuel 2016 à Toruń : 8e
- Coupes du monde séniors d'escrime
  -  Médaille d'or 2008 à la coupe du monde satellite d'Amsterdam
  -  Médaille d'or 2015 en équipe à la Coupe du monde de Varsovie
  -  Médaille d'argent 2015 individuel à la Coupe du monde de Séoul
  -  Médaille de bronze individuel 2012 à la Coupe du monde de Varsovie
  -  Médaille de bronze individuel 2015 à la Coupe du monde de Budapest
  -  Médaille de bronze individuel 2019 à la coupe du monde satellite de Gand
  - Coupe du monde individuel 2009 à Tunis : 13e
  - Coupe du monde en équipe 2010 à Budapest : 4e
  - Coupe du monde individuel 2011 à New York : 8e
  - Coupe du monde individuel 2012 à New York : 15e
  - Coupe du monde GP individuel 2013 à Plovdiv : 11e
  - Coupe du monde en équipe 2014 à Madrid : 8e
  - Coupe du monde individuel 2014 à Moscou : 12e
  - Coupe du monde GP Senior 2016 à Cancun (Mexique) : 14ème
- Autres compétitions internationales
  - Championnats du monde cadets 2005 à Linz : 42e
  - Championnats du monde juniors individuel 2008 à Aciréale : 10e
  - Championnats d'Europe juniors individuel 2007 à Prague : 19e
  - Championnats d'Europe juniors en équipe 2007 à Prague : 4e
  - Championnats d'Europe sénior individuel – de 23 ans 2009 à Debrecen : 12e
  - Universiades individuel en 2009 : 14e
  - Universiades en équipe en 2009 : 7e
  - Tournoi international individuel cadet 2004 de Monaco : 7e
  - Tournoi international individuel cadet 2005 de Munich: 5e
  -  Médaille d'argent individuel cadet 2005 à l'Eurosabre de Meylan
  - Coupe du monde individuel junior 2005 à Frascati : 12e
  - Coupe du monde individuel junior 2006 à Dormagen : 8e
  - Coupe du monde individuel junior 2008 à Dourdan : 7e
- Championnats de France
  -  Médaille d'or D2 en équipe cadet lors des Championnats de France d'escrime 2005
  -  Médaille d'or D2 en équipe junior lors des Championnats de France d'escrime 2004
  -  Médaille d'or N1 individuel junior lors des Championnats de France d'escrime 2007
  -  Médaille d'or D2 en équipe sénior lors des Championnats de France d'escrime 2006
  -  Médaille d'or D2 en équipe sénior lors des Championnats de France d'escrime 2009
  -  Médaille d'or D1 en équipe sénior lors des Championnats de France d'escrime 2011
  -  Médaille d'or D1 en équipe sénior lors des Championnats de France d'escrime 2012
  -  Médaille d'or D2 en équipe sénior lors des Championnats de France d'escrime 2015
  -  Médaille d'or N1 individuel sénior lors des Championnats de France d'escrime 2016
  -  Médaille d'or D1 en équipe sénior lors des Championnats de France d'escrime 2016
  -  Médaille d'argent D2 en équipe cadet lors des Championnats de France d'escrime 2004
  -  Médaille d'argent D2 en équipe junior lors des Championnats de France d'escrime 2006
  -  Médaille d'argent D1 en équipe sénior lors des Championnats de France d'escrime 2010
  -  Médaille d'argent N1 individuel sénior lors des Championnats de France d'escrime 2012
  -  Médaille d'argent N3 en équipe sénior lors des Championnats de France d'escrime 2014
  -  Médaille d'argent N1 individuel sénior lors des Championnats de France d'escrime 2017
  -  Médaille de bronze N1 individuel junior lors des Championnats de France d'escrime 2005
  -  Médaille de bronze D1 en équipe junior lors des Championnats de France d'escrime 2005
  -  Médaille de bronze D1 en équipe junior lors des Championnats de France d'escrime 2007
  -  Médaille de bronze N2 individuel sénior lors des Championnats de France d'escrime 2006
  -  Médaille de bronze N1 individuel sénior lors des Championnats de France d'escrime 2010
  -  Médaille de bronze D1 en équipe sénior lors des Championnats de France d'escrime 2013
  -  Médaille de bronze N1 individuel sénior lors des Championnats de France d'escrime 2014
  -  Médaille de bronze N1 individuel sénior lors des Championnats de France d'escrime 2015
- 3e au Classement sénior 2010 avec 568,97 points
- 1er au Classement sénior 2011 avec 571,17 points
- 1er au Classement sénior 2012 avec 674,04 points
- 1er au Classement sénior 2014 avec 63.448,63 points
- 2e au Classement sénior 2015 avec 58.213.03 points
- 1er au Classement sénior 2016 avec 62.047,89 points